# Koúfi
Koúfi, en grec moderne : Κούφη, est un village du dème de Réthymnon, en Crète, en Grèce. Selon le recensement de 2011, la population de Koúfi compte 127 habitants. Le village est situé à une altitude de 175 m et à environ 20 km de Réthymnon.